# Danxia Tianran
Danxia Tianran (chiń. 丹霞天然, pinyin Dānxiá Tiānrán; kor. 단하천연 Tanha Ch'ŏnyŏn; jap. Tanka Tennen; wietn. Đan Hà Thiên Nhiên; ur. 739, zm. 824) – chiński mistrz chan.

## Życiorys
Pochodził z Dengzhou. W młodości przygotowywał się do kariery urzędniczej, był świetnie wykształcony, studiował teksty konfucjańskie. Pewnego dnia, podczas podróży do Chang’anu przed egzaminami miał sen, że cały pokój jest wypełniony białym światłem. Wróżbita powiedział mu, że ten sen zapowiada rozwiązanie pustki. Wkrótce potem spotkał mnicha chan, który powiedział Jak można porównywać bycie urzędnikiem z praktyką chan? Danxia udał się więc do mistrza Mazu Daoyi przebywającego w klasztorze Kaiyuan, który jednak posłał go na górę Heng do mistrza Shitou Xiqiana.
Przez trzy lata Danxia pracował w kuchni klasztornej. Po przyjęciu święceń mnisich Danxia udał się do Mazu, ale zamiast złożyć uszanowanie mistrzowi, udał się do domu mnichów, wszedł na posąg Mañjuśriego i usadowił na jego ramionach. Zgorszeni mnisi pobiegli zawiadomić mistrza. Mazu przyszedł pod posąg i widząc na nim swojego ucznia powiedział Mój naturalny syn. Danxia zszedł i pokłonił się mistrzowi Dziękuje, Mistrzu, za nadanie mi imienia Dharmy. Od tego czasu nazywał się Tianran (naturalny).
Po śmierci Mazu podróżował i odwiedzał innych mistrzów chan. Przez trzy lata praktykował także w klasztorze na szczycie Huading góry Tiantai. Praktykował także przez jakiś czas u mistrza Jingshana Daoqina (714–792) ze szkoły niutou.
W końcu został spadkobiercą Dharmy mistrza Shitou Xiqiana i udał się na północ Chin, aby szerzyć jego nauki. Wielkie zamieszanie w umysłach wielu uczniów, nawet i dzisiaj, wywołała historia o tym, jak Danxia marznąc w klasztorze Huilin w Dongjing podczas zimowej podróży porąbał i spalił drewniany posąg Buddy. Pewien kapłan świątynny przybiegł ganiąc go za jego bezczelność i świętokradztwo. Na to Danxia zaczął szukać czegoś w popiele. Czego tam szukasz? spytał mnich. Szukam śarir Buddy! odparł Danxia. Jak możesz szukać śarir z drewnianego Buddy?! zdziwił się mnich. Czyż więc jestem winny, że spaliłem kawałek drewna? powiedział Danxia. Inna wersja odpowiedzi Danxia: No, jeśli to nie są święte relikwie, to dorzućmy jeszcze trochę drewna.
W wieku 81 lat powrócił do swego klasztoru Biechuan si (别传寺) na górze Danxia (丹霞山) w prowincji Hunan. Pewnego dnia, cztery lata później powiedział do uczniów Przygotujcie gorącą wodę do kąpieli. Wyruszam w drogę. Wziął kij, włożył kapelusz, skarpetki i jeden but. Zanim jego stopa dotknęła ziemi – już nie żył.
Otrzymał pośmiertny tytuł Zhitong chanshi (mistrz chan Przenikający Mądrość).
Miał wielu oświeconych uczniów, ale jego najwybitniejszym uczniem był Cuiwei Wuxue. Niestety jego linia przekazu wkrótce wygasła.
W Biyan lu poświęcony jest mu gong’an 76.

## Linia przekazu Dharmy zen
- 33/6 Huineng (638–713)
  - 34/7 Qingyuan Xingsi (660–740)
    - 35/8 Shitou Xiqian (700–790)
      - 36/9 Changzi Kuang
      - 36/9 Zhaoti Huilang
      - 36/9 Jingzhao Shili
      - 36/9 Dadian Baotong (zm. 819)
      - 36/9 Tianhuang Daowu (748–807)
      - 36/9 Yaoshan Weiyan (751–834) (także Yueshan)
      - 36/9 Danxia Tianran (739–824) jego linia wymarła w Chinach po kilku pokoleniach
        - 37/10 Cuiwei Wuxue (739–824)
          - 38/10 Caotang (bd)
          - 38/11 Touzi Datong (819–914)
            - 39/12 Dayang Daokai (bd)
            - 39/12 Dongkeng Yanjun (882–966)
            - 39/12/1 Ch’anyu Togwang (869–958) Korea